# Larraun
Larraun település Spanyolországban, Navarra autonóm közösségben. Larraun Lekunberri, Areso, Leitza, Imotz, Basaburua, Arakil, Uharte-Arakil, Betelu és Araitz községekkel határos. Lakosainak száma 901 fő (2024).

## Népesség
A település népessége az elmúlt években az alábbi módon változott:
| Lakosok száma | 1075 | 1074 | 1051 | 1023 | 1015 | 1002 | 974  | 951  | 907  | 901  |
|               | 2001 | 2004 | 2007 | 2009 | 2012 | 2014 | 2017 | 2019 | 2022 | 2024 |